# GJD4
GJD4‏ (Gap junction protein delta 4) هوَ بروتين يُشَفر بواسطة جين GJD4 في الإنسان.